# 小島嵩弘
小島 嵩弘（こじま たかひろ、本名：小島貴幸（こじま たかゆき）、1964年5月23日 - ）は、日本の歌手、俳優、演出家、ラジオDJである。
bayfmの邦楽ランキング番組の「KEIYOGINKO POWER COUNTDOWN REAL」、「KEIYOGINKO GRAND COUNTDOWN REAL」のパーソナリティを担当する。東京都浅草出身。血液型はO型。アメイジング所属。千葉県香取郡多古町『多古米親善大使』（2006年10月 任命）。愛称はこじたん。

## 経歴
明治大学文学部文学科卒業。
大学在学中に演劇学を学び、1984年に劇団「隔世遺伝」を旗揚げ。劇団の俳優としてはもちろん演出などもこなす。
1991年5月、ファンハウスよりKOZIMAのボーカルとしてデビュー。1993年7月までの短い活動期間ではあったが、数多くの作品を世に送り出した。
1993年、FM雑誌のFM STATIONのDJ人気投票で、キー局以外で初めて第1位となり、翌年も同じ人気投票で2年連続1位となった。
1994年5月、ソロ活動で再スタートし、バンド結成前から温めてきたオリジナル曲を歌い始める。家族経営事務所「株式会社小島艶」と、オフィシャルファンクラブ「はさませて」を設立し、1996年1月には東芝EMIとメジャー契約を交わす。
同年8月7日、ソロになって初のシングル「太陽に抱かれている」を発表。続いて9月26日に初のソロアルバム「Song-O-Coo」を発表した。
また、TVではテレビ東京系の『ザ・BINGOスター』にMCアシスタントとして出演。
1年半後、K-MIX（FM静岡）に、ゲスト出演&フルバンドライブ。県教育委員会提供番組「風を切って」（1999年4月〜2000年4月）を担当。
2001年2月3日、自社レーベルよりミニアルバム「風のfizz」を発表。同表題曲はファンケル化粧品のCMソングに起用される。
現在、毎年夏に行われるPGAシニアツアー・ファンケルクラシックのテーマソングに「愛しき人」が使用されている。
2006年2月に、末川かおりとの入籍を発表。41歳での結婚となった。2006年2月18日の「I'm Alive!」では、小島嵩弘がリスナーと長年応援してきたファンに心境を激白した。
2006年7月19日、ラジオパーソナリティ吉田照美とのユニットであるYK型のファーストシングル「卍固めでTurn The Night」をリリース。
2006年10月、千葉県香取郡多古町の『多古米親善大使』に任命。
2007年12月1日、アルバム「ONE」をリリース。
2008年、bayfmの「I'm Alive!」『校歌作ろうぜスペシャル！「産まれたての校歌 〜歌い継がれる思いをのせて…」』の出演で日本民間放送連盟賞優秀賞を受賞した。千葉県立山武農業高等学校と千葉県立白里高等学校が統合し、新たに創立する千葉県立大網高等学校の校歌を在校生、卒業生、地域住民などからの意見を聞きながら制作した。2月にbayfm本社のスタジオにて小島の指導の下、有志生徒と職員による合唱がCDに収録された。
2009年4月18日にアルバム「太陽も花も影も」をリリース。
2009年12月16日、YK型のファーストミニアルバム「サイケデリック・スキャンダル」をリリース。
2011年11月3日、YK型のミニアルバム「哀しみのStripper」をリリース。
2012年8月5日、 アルバム「君のためにできること」をリリース。
2017年4月1日、森久保祥太郎の後任として、KEIYOGINKO POWER COUNTDOWN REALのパーソナリティに麻生夏子とともに就任。
2020年4月19日　シングル「未来を振り回せ！！」をリリース 2020年6月14日発売のアルバムから先行リリース。
2020年4月25日 太陽も花も影も、風のfizz 配信、ストリーミング解禁
2020年5月2日 君のためにできること、ONE 配信、ストリーミング解禁
2020年6月14日  アルバム「未来を振り回せ!!」をリリース 約8年ぶりのアルバムリリース。全曲新曲でリリース。初のフルアルバム。

## 芸名について
本名は貴幸であるが仕事上では嵩弘を名乗っている。これはKOZIMAでバンドデビューする前に、占い師に「貴幸の(漢字の)画数は、人と上手くやれない大凶の数だ」と教えられ、たまたま印鑑を作りに行った際に、嵩弘と店主に名付けてもらったものである。

## 人物
ジョン・レノン、ビリー・ジョエル、松山千春を尊敬している。
- 飾らぬトークで、ティーンズにも親近感が湧くおちゃらけた話法が特徴的であるが、全てのリスナー、ファンからの投稿に目を通し、リスナーの悩みなど心の叫びの投書・投稿には瞬く間に反応し、真剣な一面もある[8]。
- 送るリスナーによって、言い方を変えたりする。[9]
- 時間帯問わずスケベな発言が今でもたまにある[8]。
- ブラジャーのことをプロテクターと言う[10]。
- パワカンリアルでは、ツイッターをトゥウィッターと英語風にしゃべることがある。[11]
- スケベな妄想が人の倍激しい。
- 肉が大好き。[12]
- ラーメンも大好き。[13]
- The BAY☆LINEに憧れており、火曜日の有村昆がロシアで妻の代理母出産で出演できない時に代理DJに大抜擢された。スタッフからは「ご自由に」。
- 普段インターネットで見るものはYouTube（主にお笑い、ミュージックビデオ）と中古車である。
- 車は、フォードのフォード・マスタングを所有していた。
- 恋愛に関しては自信がなく、自分が告白するよりは、相手から告白してもらう方だという。
- 自身が担当している「POWER COUNTDOWN REAL」で、「タッセル小島」というキャラクターや、「なかじま」や「まみゃ」などという架空のキャラクターも生み出している本人である。
- きゃんひとみからは「愛のある毒舌」と言われている。

## ディスコグラフィ

### アルバム
- アルバムについては「ミニ・アルバム」と紹介される作品もあるが、ここではリリース順に記述していく。

## 現在の出演番組
- KEIYOGINKO POWER COUNTDOWN REAL (bayfm 土曜15:00~17:50)※麻生夏子とともに出演。
- Aokiモーターステーション (FM群馬 月曜15:30～15:45)

## 過去の出演番組

### テレビ
- ザ・BINGOスター (テレビ東京系)
- 少年少女B (テレビ朝日)
- 極楽TV (山陽放送)
- P-STOCK (フジテレビ)
- Apa ヒロミの大人の遊び方 (フジテレビ)※バンド「大工」コーナー
- ラジカルモンスターTV (静岡放送)
- 三都激突味なテレビ (関西テレビ制作・フジテレビ系)
- MINAMI UPSCALE (MALL OF TV)
- 美少女H (フジテレビ)※DEVAのボーカル俊哉役（一話完結）
- 恋するアミパラ (テレビ朝日)
- 地球見聞録 (テレビ東京)
- ジャーナル8 (朝日ニュースター)
- 国司憲一郎の元気一番! (山陽放送)
- ファンケルクラシック (テレビ東京系)

### ラジオ
- MOZAIKU NIGHT (bayfm)
- TOKYO BAY LINE 7300 (bayfm)
- 風を切って (K-MIX)
- CHIBA TOYOTA presents TREASURE OASIS! → SATURDAY つぶやき NEWS SHOW!?(bayfm)
- ラジカルモンスター (静岡放送)
- Oh! My Friend (FM大分/FM-FUJI/FM石川)
- Tokyo Live Station (CBCラジオ)
- KOZIMAのPOWER Zzz (FM-FUJI)
- 小島嵩弘のそのうちなんとかなるだろう (CBCラジオ)
- 横浜冒険倶楽部 (FM Yokohama)
- 小島嵩弘のプライムジャック (FM Yokohama)
- ヒロミのざけんじゃナイト (TBSラジオ/JRN)
- 小島嵩弘のバルバロンゴ (TBSラジオ/JRN)
- YOKOHAMA RADIO NIGHT (FM Yokohama)
- 小島嵩弘のBALI BALI カウントダウンDJ (TBSラジオ)
- 小島嵩弘のミュージック a GO GO (TBSラジオ)
- 小島嵩弘の全国カラオケベスト10 (TBSラジオ)
- 小島嵩弘のT's party (bayfm)
- ヒロミのオールナイトニッポン (ニッポン放送)　　※特別番組
- 小島嵩弘のうかれ気分でパンパカパン！ (TBSラジオ)
- Speak Spirits (TBSラジオ)　　※特別番組
- 小島嵩弘のUP'S (TBSラジオ)　　※特別番組
- RADIO CITY CALLIN' (K-MIX)
- NECマルチメディアステーション (TOKYO FM)[17]
- 小島嵩弘のやる気マンマン (文化放送)
- アーバンスクエア電リク21 (文化放送)
- NIGHT TALES (bayfm)
- MARIVE MAGICAL PASSAGE (bayfm)
- 19BOX21 (CBCラジオ)
- マエセツ YK型 (文化放送)
- POWER BAY MORNING (bayfm)
- Slash&Burn (FM-FUJI 月〜木曜21:00〜23:26 月曜担当)
- I'm Alive! (bayfm 土曜20:00〜22:00)
- EVENING RUSH (FM-FUJI 月〜木曜16:00〜19:00 木曜担当)
- terminal (FM-FUJI 月〜木曜16:00〜19:00 木曜担当)
- 金つぶ (bayfm 金曜19:00〜21:00)

## 毎年恒例になっている特別番組
- KEIYOGINKO GRAND COUNTDOWN REAL（bayfm 毎年12月最終土曜13:00~17:50）